# Deepak Punia
Deepak Punia (ur. 19 maja 1999) – indyjski zapaśnik startujący w stylu wolnym. Olimpijczyk z Tokio 2020, gdzie zajął piąte miejsce w kategorii 86 kg. 
Wicemistrz świata w 2019, a także igrzysk azjatyckich w 2022. Piąty w indywidualnym Pucharze Świata w 2020. Brązowy medalista halowych igrzysk azjatyckich w 2017. Wicemistrz Azji w 2021, 2022 i 2025; trzeci w 2019 i 2020. Triumfator igrzysk wspólnoty narodów w 2022. Mistrz Wspólnoty Narodów w 2016 i 2017. Ósmy w Pucharze Świata w 2017 i 2018. 
Trzeci na mistrzostwach Azji U-23 w 2022. Mistrz świata juniorów w 2019, drugi w 2018. Mistrz Azji juniorów w 2016 i 2018. Mistrz świata kadetów w 2016 roku.
Służy w wojsku indyjskim. W roku 2021 został laureatem nagrody Arjuna Award.